# Shimmer Chinodya
Shimmer Chinodya, né en 1957 à Gwelo (Fédération de Rhodésie et du Nyassaland), est un écrivain zimbabwéen.
Diplômé de l'université du Zimbabwe (1979) et de l'université de l'Iowa (1985), il est l'auteur d'une dizaine de romans, dont Harvest of Thorns, qui a été récompensé par le Commonwealth Writers' Prize, région Afrique (1990).